# Faradays bur
Et faradaybur (eller faradaysk bur) er et rumligt indelukke, som har en elektrisk ledende overflade. Faradaybure bruges til at blokere for elektromagnetiske felter. De er opkaldt efter den engelske fysiker og kemiker Michael Faraday, som byggede et sådant bur i 1836 og beviste den beskyttende virkning. 
En kasse af metal er et eksempel på et faradaybur. Da overfladen er elektrisk ledende, kan der ikke være elektrisk potentialforskel mellem punkter på overfladen. Af den grund kan der ikke eksistere elektriske felter med oprindelse udefra inde i volumenet/buret. Dette er det centrale punkt for et faradaybur. Et gitternet af metal kan også kaldes et faradaybur, hvis maskerne/hullerne er tilstrækkeligt små i gitternettet i forhold til det elektromagnetiske signals bølgelængde. I sundhedssammenhænge bør man måle effekten af afskærmningen for ikke utilsigtet at forstærke højfrekvent stråling inde i buret, da stråling ikke kan undslippe et (perfekt) faradaybur. 
Et faradaybur kan betragtes som en rand, hvor bølgers elektriske potential er ens, også når modstanden i buret er nul (f.eks. med en skærm af kobber).
Bemærk, at buret ikke giver beskyttelse mod bølger, der har samme elektriske potential ved hele den elektrisk ledende overflade, også selvom hele buret også er ”jordet”.
En mikrobølgeovn indholder et faradaybur, da man ønsker at mikrobølgerne reflekteres, så mest mulig effekt afsættes i det, som brugeren ønsker at opvarme.
I et laboratorium ønsker man lavest mulige totale niveau af stråling. Det opnås ved at have et faradaybur, der er impedanstilpasset i forhold til de stråler, der forekommer (f.eks. med en aluminiumsfolie), så mest mulig effekt afsættes.
Et faradaybur kan være frit svævende eller fastgjort til noget. Hvis det er fastgjort, skal det helst være med jordforbindelse. Hvis buret er frit svævende, kan buret (og indholdet) optage enhver ladning i forhold til omgivelserne, men det indvendige volumen bliver ikke påvirket, så i princippet kan man ikke måle burets spændingspotential i forhold til det ydre miljø.

## Anvendelser
- Myndigheder og virksomheder, der arbejder med hemmelige oplysninger (såsom de væbnede styrker), anvender forskellige typer af faradaybure for at undgå, at kompromitterende signaler kan opfanges ved aflytning og dermed bruges af et fremmed efterretningsvæsen. Medarbejderne kan så i disse strukturer arbejde med computere, som ikke har forbindelse til ydre netværk og dermed er helt uafhængige og isolerede.

- Brobizzer fremsendes til modtageren i en stanniolforet beholder, som udgør et faradaybur. Når brobizzen opbevares i denne beholder, bør den ikke aktivere betalingsanlægget ved Storebæltsbroen.
- Et faradaybur er praktisk i højspændingslaboratorier, hvor en observatør kan sikres i det og foretage observationer derfra.
- En bil er et ufuldstændigt faradaybur, men i tilfælde af et tordenvejr på en tur i bil er den bedste beskyttelse trods alt at blive i bilen.[hvorfor?] Fly med metalskrog er også delvise, men ufuldstændige faradaybure.
- Skærmede kabler anvendes i elektronik og fungerer som langstrakte faradaybure; ydre elektriske felter kan ikke trænge ind til de indre signalledere. I Koaksialkabler fungerer via et princip, der ikke har med burvirkningen at gøre,[kilde mangler][forklar yderligere] men som giver samme beskyttelse mod ydre elektriske felter.
- Nogle butikstyve bruger faradaybure i indkøbsposer, såkaldte russerposer, for at undgå at signalet fra sikkerhedsbrikkerne på varerne kan opfanges af antennerne ved butikkens udgang.
- Faradaybure kan også anvendes til beskyttelse af elektronisk udstyr mod elektromagnetiske pulser (EMP), f.eks. som følge af sprængning af atomvåben.